# Vladimiro Macchi

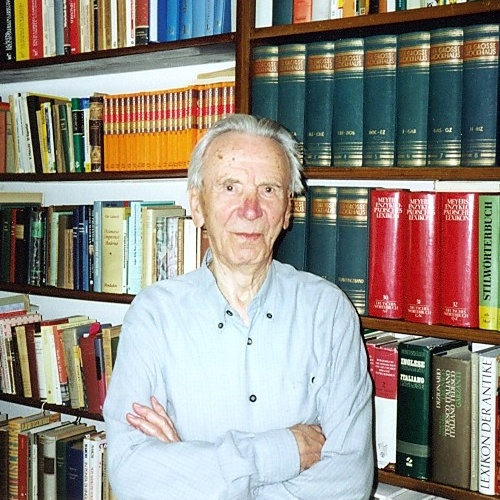
Vladimiro Macchi

Vladimiro Macchi (* 15. November 1909 nahe Görz; † 6. August 2006 in Kenzingen) war ein Italianist, Universitätslehrer, Autor und Herausgeber von Wörterbüchern, Lehrbüchern und Anthologien.

## Leben und Wirken
Vladimiro Macchi wurde 1924 von seinem Vater auf das jesuitische Gymnasium in Piacenza geschickt, wo er 1932 das Abitur ablegte und anschließend das Priesterseminar besuchte. 1935 erhielt er die Priesterweihe und wurde Gymnasialprofessor und -rektor in Udine. 1942 kam er nach Deutschland und wirkte in Schwerin als Seelsorger bei italienischen Fremdarbeitern. 1944 wurde er auf eigenen Wunsch aus dem Priesteramt entlassen und arbeitete als Lektor für Italienisch am Romanischen Seminar der Universität Rostock. Ab 1948 war er Hochschullehrer für Italienisch und Spanisch in Halle (Saale), Jena, Leipzig und Ost-Berlin. Laut eigenen Aussagen (vgl. Storost op.cit. [s. u.], S. 61 ff.) wurde Macchi im Jahr 1962 von subalternen Hallenser Mitarbeitern der DDR-Staatssicherheit bespitzelt, was ihn vor allem psychisch sehr belastete, so dass er zusammen mit seiner Familie das Land seines Wirkens verließ und nach Italien ging, wo er ab 1963 Leiter des lexikographischen Instituts des Sansoni-Verlags mit über 200 Mitarbeitern in Rom wurde.
In der Rostocker Zeit wurden die Ansätze seines künftigen Wirkens schnell deutlich. Wegen des in der DDR herrschenden Mangels an geeigneten Lehrmaterialien für den Italienisch-Unterricht arbeitete Macchi an einer italienischen Grammatik (mit Blick auf ein Lehrbuch), an einer Synonymik mit Blick auf lexikographische Arbeiten, an italienischen Anthologien mit Blick auf die Zusammenstellung italienischer Literatur für den Unterricht.
Die besondere Bedeutung Macchis liegt auf dem Gebiet der Herstellung renommierter Wörterbücher, wie aus der nachfolgenden Bibliographie deutlich wird. Macchi hat sich um den Aufbau der Italianistik in der DDR – auch als Hochschullehrer – besondere Verdienste erworben.
Macchi kehrte nach seiner Berufstätigkeit nach Deutschland zurück und lebte mit seiner Frau zunächst in Emmendingen und später nach ihrem Tod in Kenzingen. Er war bis in sein hohes Alter geistig sehr rege, sprach sieben Sprachen (Slowenisch, Italienisch, Deutsch, Spanisch, Englisch und Französisch), beschäftigte sich mit Wortanalysen mit Hilfe von dBASE und benutzte auch in sehr hohem Alter mehrere Stunden täglich seinen PC und das Internet.

## Bibliographie
- Radiotelefonija. In: Koledar goriške matice, 1934. (Veröffentlichung unter dem Pseudonym Vlado Podobnikov).
- Nekaj Besed o Radiu. In: Koledar goriške matice, 1935. (Veröffentlichung unter dem Pseudonym Vlado Podobnikov).
- Modernes Italienisch. Niemeyer, Halle, 1951, ²1952 (verb. u. erw. Aufl.), ³1957, (4. Aufl.) 1959, (5. Aufl.) 1961, (6. Aufl.) 1965, (7. Aufl.)1967.
- El Español. Niemeyer, Halle, 1952, ²1957 (verb. u. erw. Aufl.), ³1958, (4., neu durchges. Aufl.) 1965, (5. Aufl.) 1967.
- Anthologie der modernen italienischen Literatur. Niemeyer, Halle, 1953.
- Herausgeber: Leonardo da Vinci – Eine Auswahl aus seinen Schriften. Deutscher Verlag der Wissenschaften, Berlin 1954.
- Herausgeber und Nachwort zu Giovanni Verga: Trockenes Brot. Sizilianische Geschichten (deutsche Übersetzung von Ruth Macchi). Röth, Eisenach 1954.
- Anthologie der älteren italienischen Literatur. Niemeyer, Halle 1955.
- Herausgeber: Luigi Pirandello, Novelle [Auszug aus Novelle per un anno]. Niemeyer, Halle 1955, 1956.
- Bildwörterbuch Deutsch-Spanisch. VEB Bibliographisches Institut Leipzig 1956, ²1959
- Mitarbeiter: Oscar Hecker, Il piccolo italiano, Freiburg i. Br.: Bielefeld, (9. Aufl.) 1956 (edizione completamente riveduta e aggiornata dal Prof. Vladimiro Macchi).
- Mitarbeiter: Gesualdo da Venosa, Madrigali, 6 Bände, Deutsche Übersetzung von Vladimiro Macchi. Ugrino, Hamburg 1957.
- Spanisches Lesebuch. Niemeyer, Halle 1958.
- Anthologie der neueren italienischen Literatur. Niemeyer, Halle 1959.
- Deutsch-Italienisches Wörterbuch. VEB Verlag Enzyklopädie, Leipzig 1959, ²1963, ³1964, (4. Aufl.) 1969, (5. Aufl.) 1972, (6. Aufl.) 1974, (7. Aufl.) 1985.
- Italienisch-Deutsches Wörterbuch. VEB Verlag Enzyklopädie, Leipzig 1959, ²1963, ³1964, (4. Aufl.) 1969, (5. Aufl.) 1972, (6. Aufl.) 1974, (7. Aufl.) 1986.
- Die Bezeichnungen für Frau, Ehefrau und Herrin in ihrer Entwicklung vom Lateinischen zum Italienischen. Phil. Diss., Halle 1960.
- Neuerungen in der spanischen Akzentsetzung und Orthographie. In: Fremdsprachen, Halle, 1960.
- Wir lernen Spanisch sprechen. Verlag Sprache und Literatur, Halle 1961, ³1963 (durchges. Auflage, nebst 3 Schallplatten).
- Wir lernen Italienisch sprechen. Ein Taschenlehrbuch (nebst 3 Schallplatten). Verlag Sprache und Literatur, Halle 1962.
- Alessandro Manzoni: Die Verlobten (Übers. von Ruth Macchi). Mit einem Nachwort von Vladimiro Macchi. Dieterich, Leipzig ²1962.
- Italienische Synonyme. VEB Verlag Enzyklopädie, Leipzig 1966, ²1974 (durchges. u. erw. Auflage).
- Dizionario delle lingue italiana e tedesca. Teil 1: Italiano-Tedesco (A – I), Sansoni, Firenze, Roma 1970, ²1994 (ed. corr. e ampliata).
- Dizionario delle lingue italiana e tedesca, Teil 2: Italiano-Tedesco (J – Z). Sansoni, Firenze, Roma, 1967.
- Bildwörterbuch Deutsch-Italienisch. VEB Verlag Enzyklopädie, Leipzig ²1969 (neu bearbeitete und erweiterte Auflage).
- Grande Dizionario inglese [parte italiano-inglese, A-L]. Sansoni, Firenze 1970.
- Dizionario delle lingue italiana e tedesca, Teil 2: Tedesco-Italiano. Sansoni, Firenze, Roma 1972, ²1994 (ed. corr. e ampliata).
- Grande Dizionario inglese [parte italiano-inglese, M-Z]. Sansoni, Firenze 1973.
- Taschenwörterbuch Italienisch-Deutsch. VEB Verlag Enzyklopädie, Leipzig 1973, 1976, 1984.
- Grande Dizionario inglese [parte inglese-italiano, A-L]. Sansoni, Firenze 1974.
- Wörterbuch Deutsch-Italienisch. VEB Verlag Enzyklopädie, Leipzig 1974, 1977, 1981, 1985 (5. unveränderte Auflage).
- Taschenwörterbuch Deutsch-Italienisch. VEB Verlag Enzyklopädie, Leipzig 1974, ³1976, 1979.
- Wörterbuch der Italienischen und Deutschen Sprache; Dizionario delle lingue italiana e tedesca. 2 Bände, Sansoni Firenze, Roma; Brandstetter, Wiesbaden 1975, ²1978 (Nachdruck), ³1987 (completamente rinnovata); EDIGEO, Milano (4. Aufl.) 1999, (5. Aufl.) 2002.
- Taschenlehrbuch Spanisch. VEB Verlag Enzyklopädie, Leipzig 1975, 1981.
- Grande Dizionario inglese. Inglese-italiano, italiano-inglese. Sansoni, Firenze 1975, ²1985, ³1988.
- Wörterbuch Italienisch-Deutsch. VEB Verlag Enzyklopädie, Leipzig 1976, 1982, 1986 (5. unveränderter Nachdruck der 2. neubearbeiteten und erweiterten Auflage).
- Taschenlehrbuch Italienisch. VEB Verlag Enzyklopädie, Leipzig 1977, 1993.
- Langenscheidts Großwörterbuch: Italienisch, Teil 1: Italienisch-Deutsch, Langenscheidt, Berlin 1978, ²1984, 1987 (erw. u. aktualisierte Neuausgabe), 1988, 2000 (erw. u. aktualisierte Neuausgabe).
- Langenscheidts Taschenwörterbuch der italienischen und deutschen Sprache. Langenscheidt, München, Wien, 1978; Langenscheidt (7. Aufl.) Berlin 1986, (16. Aufl.) 1984, (17. Aufl.) 1985, (26. Aufl.) 1992, 1993, 1995.
- Dizionario delle lingue italiana e tedesca, Supplementband: Italiano-Tedesco. Sansoni, Firenze 1984.
- Langenscheidts Handwörterbuch Deutsch-Italienisch von Herbert und Walter Frenzel. Neubearbeitung von Vladimiro Macchi. Langenscheidt, München ²1982, ³1982, (4. Aufl.) 1982, (6. Aufl.) 1985, (7. Aufl.) 1985, (8. Aufl.) 1986, (9. Aufl.) 1987, (10. Aufl.) 1988, (11. Aufl.) 1988, (12. Aufl.) 1990, (13. Aufl.) 1991, (14. Aufl.) 1994.
- Langenscheidts Großwörterbuch: Italienisch, Teil 2: Deutsch-Italienisch. Langenscheidt, Berlin 1987 (erw. u. aktualisierte Neuausgabe), 1988, 2000 (erw. u. aktualisierte Neuausgabe).
- Wörterbuch Italienisch-Deutsch, Deutsch-Italienisch, Sonderausgabe. Orbis-Verlag (Lizenz des VEB Verlag Enzyklopädie Leipzig), München 1989.
- Tedesco-Italiano, Italiano-Tedesco. Sansoni, Firenze 1989, ²1994.
- Sansoni-Harrap Standard Italian Dictionary, Vol. 1: Italian-English A-L. Harrap, London 1990.
- Sansoni-Harrap Standard Italian Dictionary, Vol. 2: Italian-English M-Z, Harrap, London 1990.
- Sansoni-Harrap Standard Italian Dictionary, Vol. 3: English-Italian A-L, Harrap, London 1990.
- Sansoni-Harrap's Standard Italian Dictionary, Vol. 4: English-Italian A-L, Harrap, London 1990.
- Harrap’s standard Italian dictionary. Prentice Hall, Englewood Cliffs, NJ 1991.
- Vladimiro Macchi und Walter Frenzel: Langenscheidts Taschenwörterbuch Italienisch: Italienisch-Deutsch. Langenscheidt, Berlin u. a. 1997, ²1998, ³1999.